# Conrad II de Bohême
Pour les articles homonymes, voir Conrad II.
Conrad II Ota (en tchèque : Konrád II. Ota), né vers 1136 et mort le 9 septembre 1191 près de Naples, est un prince de la dynastie des Přemyslides, le fils du duc Conrad II de Znojmo. Il fut margrave de Moravie de 1182 à 1186 puis duc de Bohême de 1189 jusqu'à sa mort.

## Origine
Fils de Conrad II († vers 1161), duc de Znojmo, et de son épouse Marie († vers 1189), fille du grand-prince Uroš Ier de Rascie, Conrad II Ota est membre de la lignée des Přemyslides de Moravie. Son arrière-grand-père Conrad Ier († 1092), l'un des fils cadets du duc Bretislav Ier de Bohême, avait reçu en fief les domaines de Znojmo en 1054. 
En 1140, à l'avènement du duc Vladislav II de Bohême, de la branche aînée des Přemyslides à Prague, Conrad II et ses cousins Vratislav de Brno et Othon III d'Olomouc soutiennent encore l'opposition des nobles de Bohême. La révolte s'achève avec la défaite définitive de Conrad II qui n'est plus mentionné jusqu'à sa mort dans les sources. Son fils Conrad II Ota lui-même poursuit l'amélioration des relations avec l'empereur Frédéric Barberousse qu'il a accompagné en campagne contre le duc Boleslas IV de Pologne en 1157.

## Règne
Duc de Znojmo après la mort de son père et une longue dispute d'héritage, il acquiert également les fiefs de Brno en 1177 et d'Olomouc en 1180 devenant le seul souverain de toute la Moravie. Ayant des liens importants avec la cour impériale, il est devenu le principal rival de ses cousins à Prague. Il a soutenu Sobeslav II de Bohême en conflit frontalier avec le duc Henri II d'Autriche ; néanmoins, en 1178, il changea de camp en soutenant l'accesion de Frédéric Ier au trône.
En 1182 cependant, le duc Frédéric Ier a été chassé du pays par la noblesse de Bohême qui élit Conrad II Ota pour le succéder. Lorsqu'il faisait son entrée au château de Prague, Frédéric Ier se tourna vers l'empereur Frédéric Barberousse de l'aide. Le résultat a été un partage des territoires héréditaires des Přemyslides : lorsque Frédéric Ier garda la seigneurie sur la Bohême, son cousin Conrad II Ota fut nommé prince du Saint-Empire à la Diète de Ratisbonne et obtint l'immédiateté impériale en tant que margrave de Moravie. Cet acte a marqué le début du margraviat de Moravie, un État autonome du Saint-Empire.
Après sa nomination comme premier margrave, Conrad II Ota doit lutter contre ses cousins bohémiens, le duc Frédéric Ier et son demi-frère cadet Ottokar, pour conserver son titre. Finalement, en 1186, il reconnaît la suprématie de Frédéric ; en échange, il fut nommé son successeur. À la mort de Frédéric Ier en 1189, il n'a aucun mal à se faire élire duc de Bohême avec l'appui de la noblesse. Ayant rénui les pays de la dynastie, il reçoit de l'empereur son investiture formelle dès le mois de mai. 
Au cours de son règne bref, il doit, pour conserver l'appui de la noblesse, confirmer ses privilèges par la  « Iura Conradi »  ou « Statuta » le premier code écrit promulgué en 1189 à Sadská et qui prévoit le principe de la libre propriété des terres et le droit de justice notamment:
1. des garanties aux hommes libres contre les abus du pouvoir ducal et les empiètements des tribunaux provinciaux aux mains des puissants Zupan ducaux ;
2. l'extension du droit de succession aux filles et aux frères des seigneurs défunts ;
3. la possibilité de confiscation des biens qu'après une longue procédure juridique conforme aux coutumes locales.

Compte tenu de ce recueil de lois, couplé à ses compétences diplomatiques, Conrad apparait comme l'un des souverains de Bohême les plus significatifs du XIIe siècle. Également en 1189, il a lancé une opération militaire vers le margraviat de Misnie pour défendre les intérêts de l'empereur dans le conflit entre le margrave Othon Ier et son fils Albert.

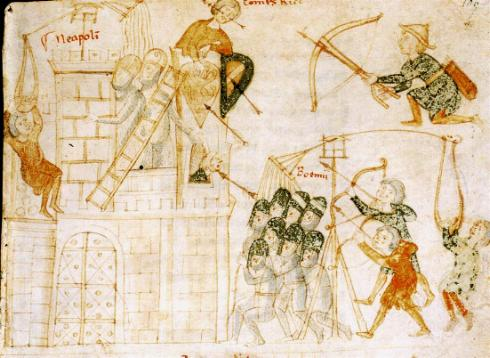
Le siège de Naples par l'empereur Henri VI, enluminure extraite du Liber ad honorem Augusti, Pierre d'Éboli (1197).

Dégagé de l'obligation de participer à la troisième croisade, Conrad II Ota, nommé imperialis coadiutor, a accompagné le nouvel empereur Henri VI dans son expédition romaine et la conquête ultérieure du royaume de Sicile en 1191. Lors du siège de Naples, il meurt de la peste au camp militaire le 9 septembre 1191. L'aîné des Přemyslides, Venceslas II, fils du duc Sobeslav Ier de Bohême, lui succède.

## Union
Vers 1176, Conrad II Ota épousa Heilika de Wittelsbach (morte un 13 août après 1191), fille du comte palatin Othon VII de Bavière, sœur du comte palatin Othon VIII (l'assassin de Philippe de Souabe) et nièce du duc Othon Ier de Bavière.

## Sources
- Francis Dvornik, Les Slaves histoire, civilisation de l'Antiquité aux débuts de l'Époque contemporaine, Paris, éditions du Seuil, 1970, 1196 p.
- Jörg K. Hoensch et Françoise Laroche (traduction) (trad. de l'allemand), Histoire de la Bohême : des origines à la révolution de velours, Paris, Éditions Payot, 1995, 523 p. (ISBN 2-228-88922-9), p. 69-72,76.
- Pavel Bělina, Petr Čornej et Jiří Pokorný (trad. du tchèque), Histoire des Pays tchèques, Paris, Éditions du Seuil, coll. « Points Histoire U 191 », 1995, 510 p. (ISBN 2-02-020810-5).
- (de) Europäische Stammtafeln : Les familles féodales de France, I-II, vol. 3, Francfort-sur-le-Main, Vittorio Klostermann, Gmbh, 2004 (ISBN 3-465-03292-6), Die Herzoge von Böhmem I und die Fürsten von Mähren (Die Przemysliden)  Tafel 55.
- (en) Nora Berend, Przemyslaw Urbanczyk et Przemislaw Wiszewski, Central Europa in the High Middle Ages. Bohemia -Hungary and Poland c.900-c.1300, Cambridge, Cambridge University Press, 2013, 546 p. (ISBN 978-0-521-78695-9), p. 170,186,211,237,238,351,384,397.